# 清水涼子
清水 涼子（しみず りょうこ、6月19日 - ）は、日本の女性声優。千葉県出身。以前はメディアフォースに（準）所属していた。血液型はA型。
ダンス&ヴォーカルユニット「ONE CHANCE」のメンバーとは同姓同名の別人。

## 出演作品

### テレビアニメ
2007年
- こどものじかん（女子生徒）

2009年
- 涼宮ハルヒの憂鬱（2009年版）（女子小学生）
- チェブラーシカ あれれ?（こども）

2011年
- テレビまんが 昭和物語
- マケン姫っ!（女子生徒）

### ゲーム
2012年
- こえぷら（倉科詩葉）[1][2]

### Webアニメ
2012年
- ゆけ!小英くん（小英くん）

### ドラマCD
- 半分の月がのぼる空（子供）
- Axis powers ヘタリア（子供アメリカ）

### 吹き替え
- ゴースト・プリズン（エマ・パイク）
- 推奴 〜チュノ〜
- ツイスター2010（ベッキー）
- ドルフ・ラングレン ザ・リベンジャー（テイラー）